# Customer Specification Process
Pour les articles homonymes, voir CSP.
Le concept Customer Specification Process (CSP) permet d'automatiser et de contrôler le traitement de toutes les spécifications clients au sein de la chaîne logistique. 

## Principe
La « Customer Bible » des clients est intégrée dans le système de gestion d'entrepôts (type de palette, hauteur, type d’étiquette colis, type de support de préparation, type de colisage et de palettisation, repacking, filmage, stickage, etc.). Ces informations sont gérées par donneur d'ordre, par client destinataire et éventuellement par produit. Toutes les commandes qui comportent des spécificités sont donc identifiées, suivies et contrôlées automatiquement dans le système informatique (et non plus manuellement). À chaque phase du process de préparation et jusqu’à la phase de chargement, sur les documents ou les codes-barres, les spécificités sont mentionnées et contrôlées.